# Draba setosa
Draba setosa là một loài thực vật có hoa trong họ Cải. Loài này được Royle mô tả khoa học đầu tiên năm 1834.